# 벨라루스 여자 축구 국가대표팀
벨라루스 여자 축구 국가대표팀(벨라루스어: Жаночая зборная Беларусі па футболе, 러시아어: Женская сборная Белоруссии по футболу)은 벨라루스를 대표하는 여자 축구 대표팀으로 벨라루스 축구 연맹에 의해 운영되고 있다. 1995년 11월 4일 폴란드와의 국제 경기 데뷔전에서 0-3으로 완패했으며 FIFA 여자 월드컵과 UEFA 유럽 여자 축구 선수권 대회 그리고 하계 올림픽 본선 출전 기록이 없다.

## 성적

### FIFA 여자 월드컵
- 1991년: 불참 (소비에트 연방의 일원이었음)
- 1995년: 불참
- 1999년 ~ 2019년: 예선 탈락

### 올림픽 축구
- 1996년 ~ 2012년: 예선 탈락

### UEFA 유럽 여자 축구 선수권 대회
- 1984년: 불참
- 1987년: 불참
- 1989년: 불참
- 1991년: 불참
- 1993년: 불참
- 1995년: 불참
- 1997년: 예선 탈락
- 2001년: 예선 탈락
- 2005년: 예선 탈락
- 2009년: 예선 탈락
- 2013년: 예선 탈락

## 같이 보기
- 벨라루스 축구 국가대표팀